# مالكوم والر
مالكوم والر (28 سبتمبر 1984 بهراري في زيمبابوي - ) (بالإنجليزية: Malcolm Waller) هو لاعب كريكت زيمبابوي. لعب مع منتخب زمبابوي للكريكت.

## وصلات خارجية
- مالكوم والر على موقع إي آس بي آن كريك إنفو (الإنجليزية)